# Vanaspati (categoría vegetal)
Vanaspati es una palabra sánscrita que en la actualidad se refiere al reino vegetal completo.

## Etimología
- vanaspati, en el sistema AITS (alfabeto internacional para la transliteración del sánscrito).
- वनस्पति, en escritura devanagari del sánscrito.
- Pronunciación: /vanaspáti/,[1] raramente /vánaspati/.[2]
- Etimología: ‘el señor del bosque’, siendo vana: ‘bosque, selva’, pati: ‘dueño, señor’.[1]

## Vanaspati en el «Rig-veda»
En el himno 1.5 del 9.º mandala del Rig-veda (el primer texto de la India, de mediados del II milenio a. C.), Vanaspati es un dios que preside sobre los bosques y las plantas y se describe como «el brillante Vanaspati de tonos dorados, con sus miles de ramas».
Según el Bhágavata-purana (siglo X d. C.) se llama Vanaspati al país mítico gobernado por el dios Vanas Pati.
Según el himno 28.6 del 1.º mandala del Rig-veda, en el sacrificio rigvédico se llamaba vanaspatiau (‘las dos maderas’, en caso dual), al mortero y el mango del mortero con que se aplastaba la planta alucinógena soma. También a la propia planta se la llama vanaspati (‘el señor de las plantas’).
En el Rig-veda, un vanaspati es cualquier gran árbol frutal, especialmente aquel que da frutas aparentemente sin dar flores.
Principalmente se llamaba así a varias especies de higuera, al mango de Malasia (Mangifera caesia o árbol jack) y a la higuera de la India.
En ese texto también se llama vanaspati a cualquier cosa hecha de madera de árbol, en especial algunas partes particulares de un carro de guerra, un tambor de madera, un amuleto de madera contra malos espíritus.
En los sacrificios rigvédicos de animales, se le llama vanaspati a un tronco de árbol utilizado como picota.
El propio animal ofrecido en la picota se llama vanaspati.
También se llama vanaspati a un ataúd de madera.[cita requerida]

### Subdivisiones en el «Rig-veda»
El Rig-veda divide a las plantas en
- vriksa (‘árbol’)
- oshadhi (hierbas útiles para los humanos)
- virudha (enredaderas). Estas se subdividen en:
  - visakha (arbustos)
  - sasa (hierbas)
  - vratati (plantas escaladores)
  - pratanavati (enredaderas)
  - alasala (rastreras, que se esparcen por el suelo)
- trina (hierbas)
- puspavati (‘que tienen flores’)
- phalavati (‘que tienen frutas’)
- karira (plantas sin hojas)

## División en el «Átharva-veda»
Medio milenio más tarde, el Átharva-veda (fines del II milenio a. C.) divide a los vanaspati (plantas en general) en ocho clases:
- visakha (difusión de las ramas)
- mañyari (hojas con largos racimos)
- sthambini (arbustos)
- prastanavati (plantas que se expanden)
- eka-sringa (‘un solo tronco’)
- pratanavati (plantas rastreras)
- amsumati (con muchos tallos)
- kandini (plantas con articulaciones con nudos)

## División en dos «Samjitas»
Casi un milenio más tarde, los textos Taittiríia-samjita y Vayasanei-samjita clasifica en:
- vriksa o druma (árboles), y vana (bosque de árboles)
- visakha (arbustos con ramas extendidas),
- sasa (hierba),
- amsumali (planta de difusión),
- vratati (escalador),
- stambini (planta arbustiva),
- pratanavati (enredadera), y
- alasala (que se esparce por el suelo)

## División en las «Leyes de Manu»
El Manu-samjita (las leyes de Manu, del siglo III a. C.) clasifica las plantas como:
- osadhi (plantas con abundantes flores y frutos, pero que se secan después de dar fruto)
- vanaspati (plantas que dan frutos sin flores evidentes)
- vriksa (árboles que tienen tanto flores como frutos)
- guccha (hierbas tupidas)
- gulma (arbustos con tallos comestibles)
- trina (pastos)
- pratana (enredaderas que se extienden sus tallos en el suelo)
- valli (escaladores y entrelazadores)

## En la medicina ayurvédica
En los textos ayurvédicos Charaka-samjita y Susruta-samjita, vanaspati se limita a las plantas que dan frutos, pero no flores evidentes.
El texto de herboristería Charaka-samjita clasifica las plantas en:
- vanaspati, vriksa o vanaspatia
- virudha
  - pratanavatya (enredaderas con la difusión de madre en el piso)
  - gulminya (hierbas suculentas)
- osadhi
  - anuales
  - perennes, que dan frutos y hierbas que no dan frutos.
    - 50 subdivisiones, en función de las enfermedades que curan.

El texto de herboristería Susruta-samjita clasifican las plantas en:
- vanaspati, vriksa o vanaspatia
- virudha
  - lata (enredadera)
  - gulma
- osadhi (plantas con flores)
  - sukadhania (cereales)
  - samidhania (legumbres)
  - saka varga (espinacas)
  - phala varga (frutos)
  - jarita varga (vegetal)
  - ajaiogui varga (aceites)
  - iksu varga (caña de azúcar).

## Según la doctrina vaisesika
Según la escuela vaisesika (doctrina precientífica de categorización), la categoría «vanaspati» se limita a las plantas que dan frutos, pero no flores evidentes.
El Kiranavali de Udaiana clasifica a las plantas en siete divisiones:
- vriksa (árboles con tronco, ramas, flores y frutos);
- trina (hierbas como la planta ulupa)
- osadhi (plantas que mueren después de fructificar, como la kaluma)
- gulma (planta como la bhata)
- latas (enredaderas rastreras como el kusmanda, una especie de zapallo)
- avatanas (plantas como la ketaki)
- vanaspatis (árboles que producen frutos sin florecer).

Parasara, el autor del Vriksa-aiur-veda, clasifica las plantas en
- dui-matrika (dicotiledóneas)
- eka-matrika (monocotiledóneas).

Estos se clasifican en:
- - sami-ganiya (fabáceas), con hipóginos (puspa-kranta-biya-dhara) y cinco pétalos, con cáliz gamosépalo y un androceo de 10 estambres. Esta familia tiene tres subtipos:
    - vakra-puspa
    - vikarnika puspa
    - suka puspa

  - puplika-ganiya (rutáceas), plantas con espinas, con hojas aromáticas y pecíolos alados, flores hipóginas (tunda-mandala) con pétalos y estambres libres. Esta familia tiene dos subtipos:
    - kesaraka
    - malura-phala

  - suastika-ganiya (crucíferas), el cáliz parece una esvástica; la flor tiene cuatro sépalos, cuatro pétalos y seis estambres y un ovario superior (tunda-mandala).
  - tri-puspa-ganiya (cucurbitáceas), planta epiginia (kumbha-mandala), a menudo unisexual; la flor tiene cinco sépalos unidos y tres pétalos y estambres y un estilo con el estigma de tres puntas (tri-sirsa-varata). El ovario es trilocular (tri-vartaka).
  - mallika-ganiya (apocináceas), plantas inflorescentes, hermafroditas (samanga); el cáliz y la corola están unidos con cinco estambres, epipétalos (aviokta-kesara); las semillas tienen largos pelos finos (tula-puccha-samanvita)
  - kurcha-puspa-ganiya (asteráceas o compuestas), flores sésiles, a cargo de un eje común, rodeadas por un cáliz común y se ven como una cabeza de arbustos (kurcha-kara). El ovario es inferior (puspa-sirsaka-biya-dhara).